# Ruska Automobielen

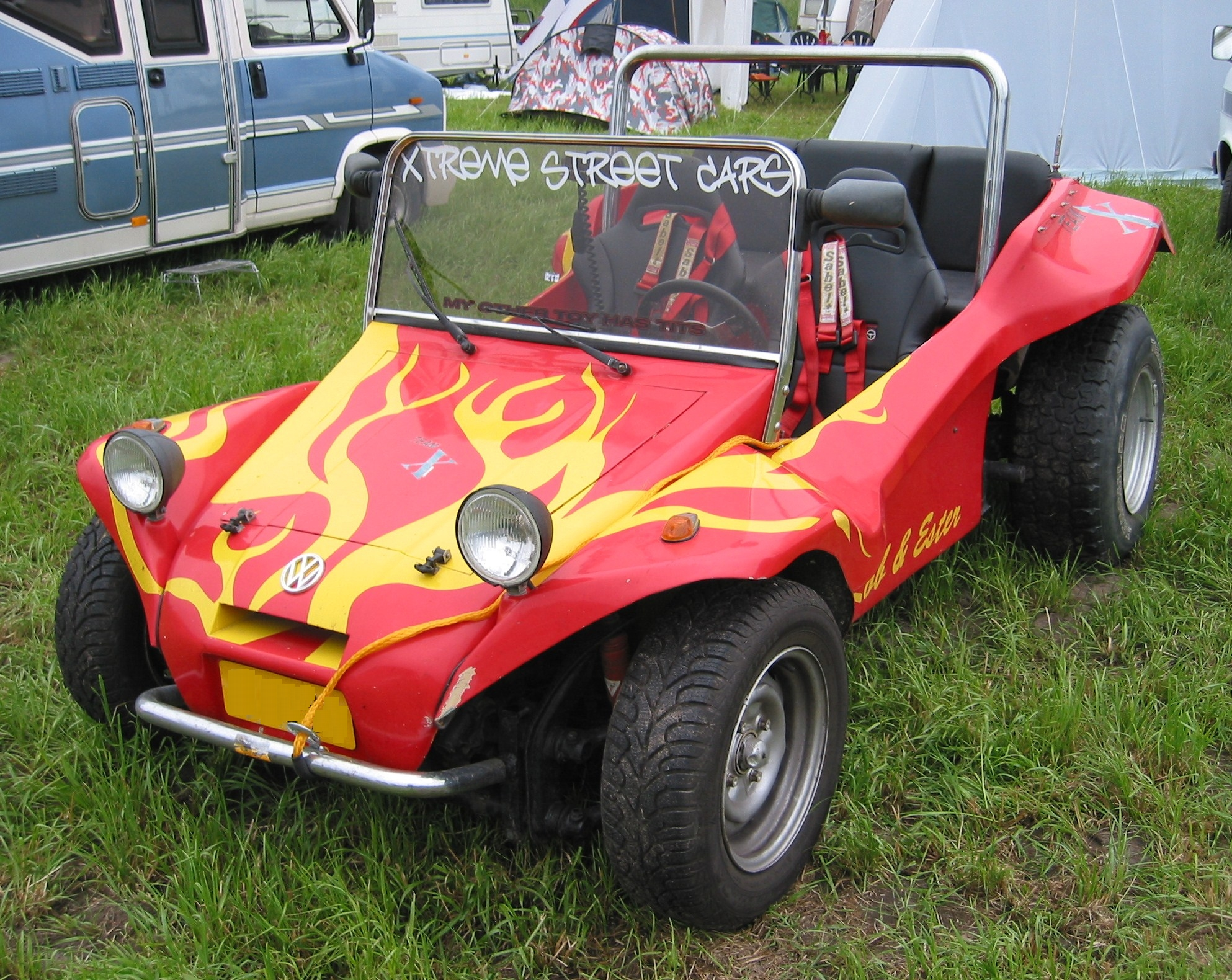
Ruska B 1 Buggy

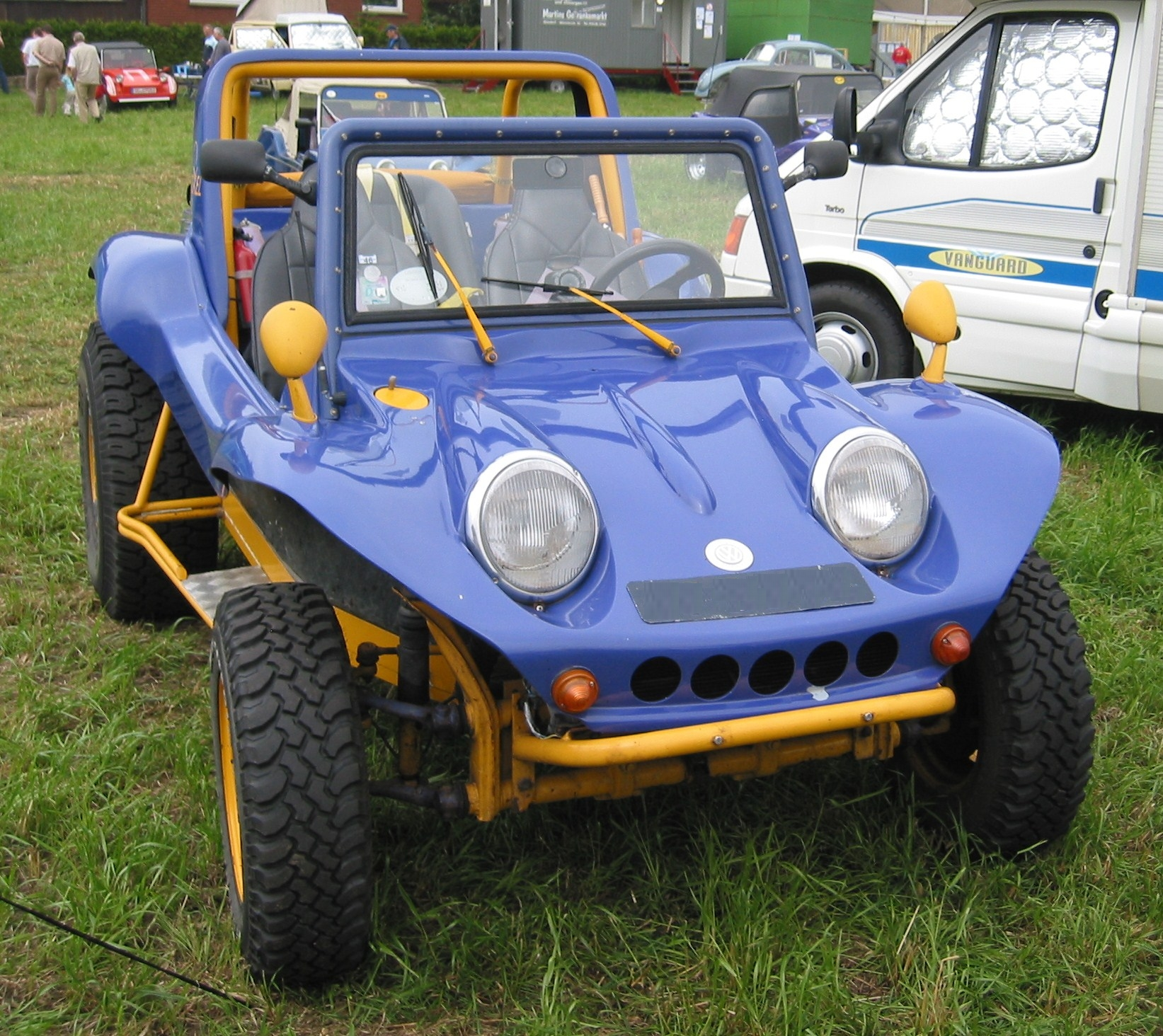
Ruska Super Buggy

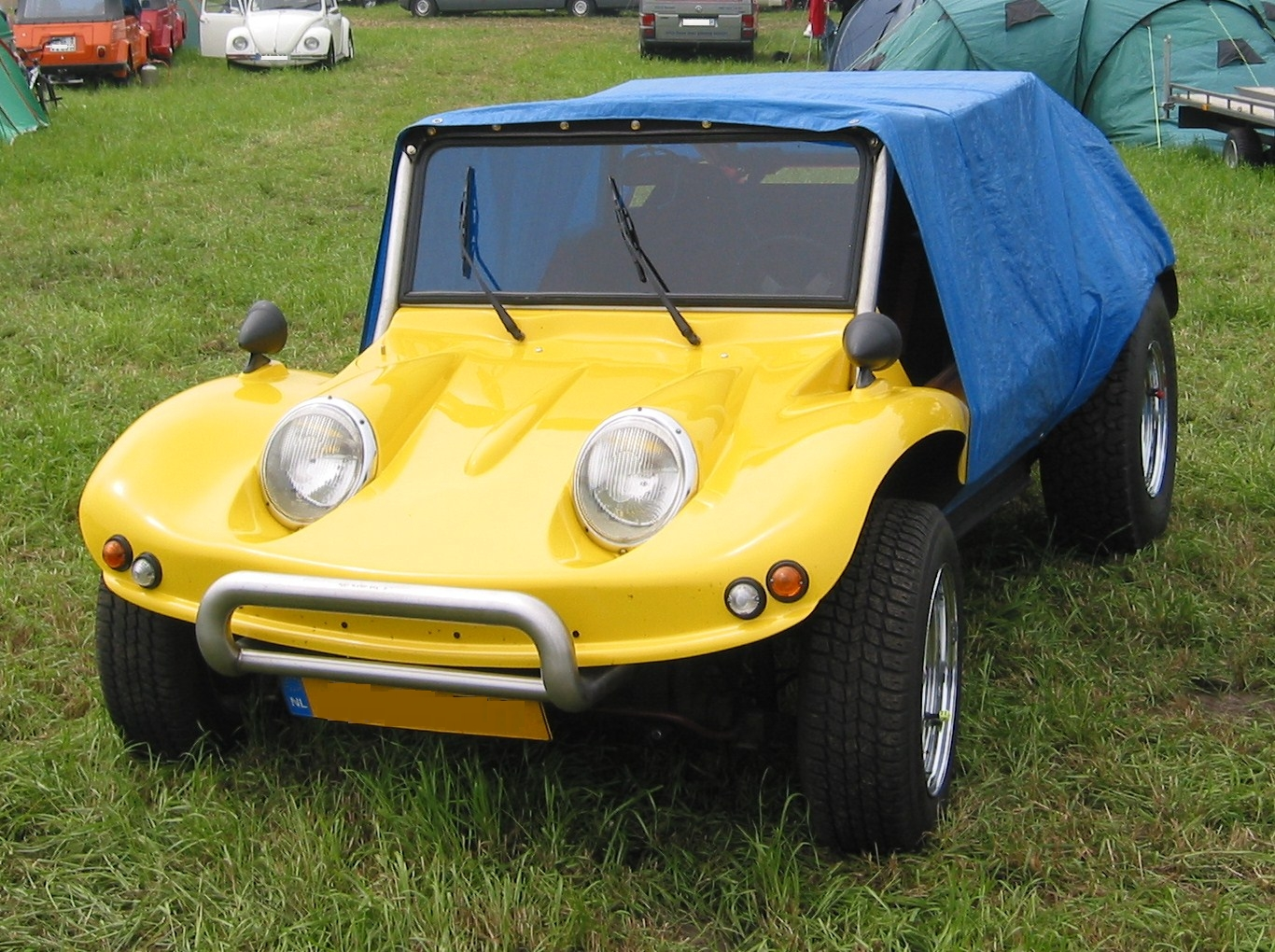
Ruska Super Buggy

Ruska Automobielen war ein niederländischer Hersteller von Automobilen und ist ein Autohaus.

## Unternehmensgeschichte
Das Unternehmen aus Amsterdam begann 1968 mit der Produktion von Automobilen, die auch als Kits erhältlich waren. 1981 endete die Produktion. Als Autohaus existiert das Unternehmen heute noch.

## Fahrzeuge

### Buggy
Das Unternehmen begann mit der Produktion von Buggys mit Kunststoffkarosserien auf Fahrgestellen vom VW Käfer. Für den Antrieb sorgte der originale Vierzylindermotor, aber auch der Sechszylindermotor vom Porsche 911 war erhältlich. Der Sprinter bot Platz für zwei Personen, der Classica für vier.

### Nachbauten
Außerdem stellte das Unternehmen mehrere Nachbauten verschiedener Modelle her, ebenfalls auf VW-Fahrgestellen. Das Modell Regina erschien 1979. Der Sagitta erschien 1981 und ähnelt dem Auburn 851 Speedster. Daneben gab es einen Nachbau des Bugatti Type 35.